# Loes Adegeest
Loes Adegeest (Wageningen, 7 agosto 1996) è una ciclista su strada olandese che corre per il team FDJ Suez Futuroscope.

## Palmarès

### Strada
- 2022 (IBCT, una vittoria)

3ª tappa Tour Cycliste Féminin International de l'Ardèche (Avignone > Pernes-les-Fontaines)
- 2023 (FDJ Suez Futuroscope, una vittoria)

Cadel Evans Great Ocean Road Race

#### Altri successi
- 2022 (IBCT)

Classifica scalatrici Giro del Belgio femminile
- 2023 (FDJ Suez Futuroscope)

Classifica scalatrici Tour de Romandie Féminin
- 2024 (FDJ Suez Futuroscope)

Ronde van Honselersdijk

## Piazzamenti

### Grandi Giri
- Giro d'Italia

2024: 62ª
- Tour de France

2023: ritirata (7ª tappa)
2024: 53ª
- Vuelta a España

2023: 14ª

### Competizioni mondiali
- Campionati del mondo su strada

Glasgow 2023 - Staffetta: 7ª
Glasgow 2023 - In linea: 45ª
- Campionati del mondo su pista

Aigle 2018 - Inseguimento individuale: 7ª

### Competizioni continentali
- Campionati europei su strada

Drenthe 2023 - Staffetta: 4ª
Drenthe 2023 - In linea: ritirata
Limburgo 2024 - In linea: 73ª